# Bantam, Connecticut
Bantam är en ort i Litchfield County i delstaten Connecticut, USA.